# 손미희
손미희(1980년 5월 26일 ~ )는 대한민국의 배우이다.

## 이력
2000년에 뮤지컬 배우로 데뷔를 하였고 이후 연극, MC, 영화 등으로 활동영역을 넒혔으며 최근에는 각종 재연프로에 출연하기도 하는 편이다.

## 출연작

### 드라마
- 2005년 ~ 2006년 KBS2 어린이 드라마 《641 가족》 - 영어선생님 역
- 2011년 ~ 2012년 SBS 일일드라마 《내 딸 꽃님이》 - 간호사 역
- 2011년 ~ 2012년 JTBC 시트콤 《청담동 살아요》 - 비서 역
- 2012년 ~ 2013년 JTBC 주말연속극 《무자식 상팔자》 - 간호사 역

### 영화
- 2010년 《하모니》 - 뉴스 앵커 역
- 2011년 《패는여자》 - 룸싸롱아가씨 8 역
- 2014년 《두 아내》 - 연화 역
- 2015년 《뷰티 인사이드》 - 전집주인 역
- 2016년 《터널》 - 빵집 아이 엄마 역
- 2016년 《형》 - 복도간호사 역
- 2017년 《시간위의 집 - (2016년) 作》 - 젊은 하녀 역
- 2017년 《지렁이》 - 여선생 1 역
- 2017년 《꾼》 - 뉴스 앵커 1 역

### 방송 프로그램
- 2005년 ~ 2006년 MBC GAME 《Let's 포포루》 - MC 진행
- 2013년 ~ 2016년 채널A 《천 개의 비밀 어메이징 스토리》 - 각종 단역
- 2014년 ~ 2020년 MBN 《기막힌 이야기 실제상황》 - 각종 단역
- 2014년 ~ 2016년 TV조선 《이것은 실화다》 - 각종 단역